# 蟬蛻
蟬蛻，又名蟬衣、蟬退、知了皮，是一种中药材，来自收集的蟬科昆蟲蚱蟬羽化时蜕下的壳。传统中医学认为该药的性味属于“甘”、“寒”，归肺和肝經，能散風熱、透疹、清熱鎮痙，可用于治疗咳嗽及小兒驚風。蝉蜕是传统中医常用的动物来源药品之一，中国古代历代中医书籍均有对蝉蜕的描述。

## 外部連結
- 蟬蛻 中藥材圖像數據庫  (香港浸會大學中醫藥學院) （中文）（英文）
- 蟬蛻 （页面存档备份，存于） 中藥標本數據庫 (香港浸會大學中醫藥學院) （繁體中文）（英文）